# 히가시나카쓰역
히가시나카쓰역(일본어: 東中津駅)은 일본 오이타현 나카쓰시에 위치한 규슈 여객철도 소속 철도역이며, 닛포 본선의 정차역이다.

## 역 구조
상대식 승강장 2면 2선의 설비를 가지는 지상 역이다. 낡은 목조 건축의 역사가 남아 있다.
규슈 교통 기획이 역 업무를 수탁하는 업무 위탁역에서, POS 단말기가 설치 되어 있다.

## 역 주변
- 나카쓰 항

## 인접 역
| 닛포 본선          | 닛포 본선     | 닛포 본선                 |
| ------------------ | ------------- | ------------------------- |
| 나카쓰 고쿠라 방면 | ■ 쾌속 · 보통 | 이마즈 가고시마 중앙 방면 |